# Anchorman: The Legend of Ron Burgundy
Anchorman: The Legend of Ron Burgundy is een komediefilm uit 2004 onder regie van Adam McKay. De productie werd genomineerd voor onder meer de People's Choice Award voor favoriete komedie dat jaar. Ben Stiller ontving daarentegen een nominatie voor de Golden Raspberry Award voor slechtste acteur.
Er werd voor de film zoveel materiaal gefilmd, dat in hetzelfde jaar ook Wake Up, Ron Burgundy: The Lost Movie verscheen (als direct-naar-dvd). Dit is een tweede Ron Burgundy-film met een ander verhaal dat volledig is samengesteld uit alternatieve en verwijderde scènes van het origineel.
Eind 2013 kwam het vervolg Anchorman 2: The Legend Continues uit.

## Verhaal
Ron Burgundy is de beroemdste nieuwslezer van San Diego in de jaren 70. Veronica Corningstone, 's werelds eerste nieuwslezeres, dreigt alleen populairder te worden en Rons plek in te nemen. Hier begint een langdurige strijd tussen de twee.

## Rolverdeling
| Acteur              | Personage             |
| ------------------- | --------------------- |
| Will Ferrell        | Ron Burgundy          |
| Christina Applegate | Veronica Corningstone |
| Paul Rudd           | Brian Fantana         |
| Steve Carell        | Brick Tamland         |
| David Koechner      | Champ Kind            |
| Fred Willard        | Ed Harken             |
| Chris Parnell       | Garth Holliday        |
| Danny Trejo         | Barman                |
| Luke Wilson         | Frank Vitchard        |
| Ben Stiller         | Arturo Mendes         |
| Vince Vaughn        | Wes Mantooth          |
| Kathryn Hahn        | Helen                 |